# Juan José Pérez Rangel
Juan José Pérez Rangel (Barcelona, 20 abril del 1978), conegut com a assassí del Putxet o assassí del parking, va ser declarat culpable de la mort a cops de martell de dues dones en un aparcament privat del barri barceloní del Putxet al gener de 2003. Les víctimes van ser Maria Àngels Ribot i María Teresa de Diego. Tenia 24 anys en el moment dels fets i els metges van considerar que va actuar amb sadisme. Va ser condemnat a una pena màxima de 52 anys de presó per robatori i assassinat. Els fets esdevinguts van inspirar el guió de la pel·lícula El asesino del parking.

## Crims
Els crims van succeir en l'aparcament del carrer de Bertran de Barcelona, al barri del Putxet. La primera víctima, María Àngels Ribot de 49 anys, va ser assassinada l'11 de gener de 2003. Aquesta presentava ferides de martell al cap i punyalades en diferents parts del cos. A més li va robar la targeta de crèdit per treure diners.
María Teresa de Diego va ser assassinada el dia 22 de gener del mateix any. Una vegada immobilitzada l'assassí li va assestar 12 cops de martell al crani, la qual cosa li va provocar la mort. Igualment va intentar treure diners amb la targeta de crèdit.